# Gato bonsái

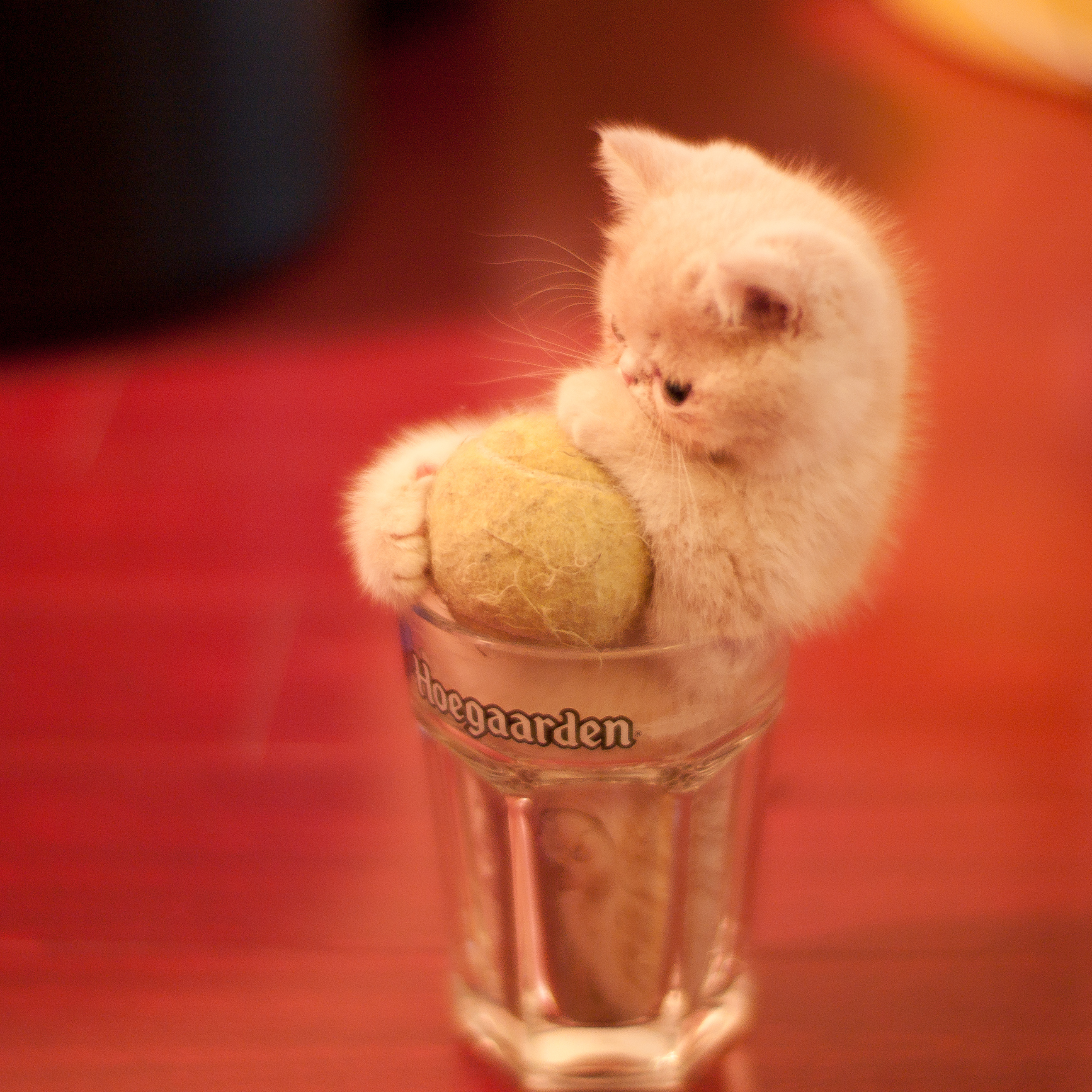
Ejemplo de Gato bonsái.

El gato bonsái es un bulo de Internet difundido por la página web bonsaikitten.com a finales del 2000, especialmente en Estados Unidos. La web daba instrucciones sobre como embotellar un gato para utilizarlo como motivo ornamental, del mismo modo que un bonsái. Poco después del nacimiento, el gatito es supuestamente colocado en un recipiente de vidrio permitiendo que al crecer adopte la forma del recipiente que lo contiene.
El gatito supuestamente respira a través de unos agujeros perforados en el cristal y puede ser alimentado y expulsar sus excrementos a través de sondas. El animal tiene una finalidad exclusivamente ornamental, en lugar de ser cuidado como una mascota. Aunque la página web oficial ya no existe, se han creado numerosas páginas que emulan los contenidos del sitio web original.

## El bulo
La página web era una broma elaborada por un estudiante de postgrado del prestigioso Instituto de Tecnología de Massachusetts (MIT). El sitio era una parodia de la técnica japonesa del bonsái, solo que en este caso en lugar de bonsáis se utilizaban gatitos. La página estaba alojada en el servidor del MIT pero tuvo que ir mudándose hasta que encontró un servidor que lo albergara (rotten.com). La página web permitía a la gente que estaba interesada en fabricar su gato bonsái comprar el equipo necesario, aunque realmente era mentira. Además, como acreditación se incluían fotografías del resultado, aunque todas eran montajes fotográficos.
El bromista (que había adoptado el pseudónimo de Dr. Michael Wong Chang) incluso se molestó en crear un libro de visitas falsificado en el sitio, que contenía supuestamente las respuestas de los usuarios. Se descubrió que ninguno de los usuarios eran reales aunque las direcciones de correo electrónico eran correctas. El responsable de bonsaikitten.com había falsificado la lista de usuarios interesados con direcciones del Departamento de Historia del Arte y Arqueología de la Universidad de Columbia.
En muchas páginas web, blogs y foros la gente manifestó su repulsión hacia este sitio. Se difundieron varias cadenas de correos que proponían recoger firmas para que respondieran las sociedades protectoras de animales. Algunos medios importantes dieron eco de la noticia como si fuera cierta, e incluso el FBI decidió estudiar el caso.